# Бискупский, Василий Викторович
Васи́лий Ви́кторович Биску́пский (27 июня [9 июля] 1878 — 18 июня 1945) — русский гвардейский офицер (кавалерист), генерал-майор (1916), герой русско-японской и Первой мировой войн, Георгиевский кавалер (1915); придерживался легитимистских взглядов. В преддверии и во время Второй мировой войны сотрудничал с немцами.

## Биография
Из потомственных дворян Харьковской губернии. Родился в Богодухове, православного вероисповедания.
Отец — Бискупский Виктор Ксаверьевич (1838—1899), с 1859 года — чиновник ведомства юстиции; на 1880 год — статский советник, председатель Съезда мировых судей 2-го (Сандомирского) судебного округа Радомской губернии, также — почётный мировой судья в Богодуховском уезде Харьковской губернии; на 1885 год — действительный статский советник, Богодуховский уездный предводитель дворянства и почётный мировой судья Богодуховского судебного мирового округа, имел 1000 десятин земли в Харьковской губернии; в 1896—1899 годах — вице-губернатор Томской губернии.

### Служба в Русской императорской армии
- 1895 — окончил 2-й Императора Петра Великого Кадетский корпус в Санкт-Петербурге и поступил на военную службу.
- 1897 — окончил в Санкт-Петербурге Николаевское кавалерийское училище по 1–му разряду с занесением на мраморную доску и выпущен корнетом в Лейб-гвардии Конный полк[8] (Санкт-Петербург).
- 1899—1900 — добровольцем принимал участие в англо-бурской войне (на стороне буров)[9].
- 1901 — произведен в поручики гвардии (старшинство с 13.08.1901).
- Март 1904 — добровольно переведен во 2-й Дагестанский конный полк Кавказской конной бригады и в чине подъесаула принимал участие в русско-японской войне[10]. В боях был тяжело ранен[11], награждён шестью боевыми орденами. После войны переведен обратно в Лейб-гвардии Конный полк[12].
- 1905 — женился на известной исполнительнице романсов, певице Анастасии Вяльцевой, но, из-за предосудительности такого брака в офицерской среде, долгое время его скрывал.
- Январь 1906 — произведен в штабс-ротмистры гвардии (старшинство с 13.08.1905)[13].
- Август 1909 — произведен в ротмистры гвардии (старшинство с 13.08.1909)[14].
- Апрель 1911 — уволен от службы в отставку с производством в чин полковника и с зачислением в конное ополчение (по Петербургской губернии)[15], после чего непродолжительное время, организовав несколько акционерных обществ, занимался поиском нефти на Дальнем Востоке (на Сахалине), но неудачно.
- Февраль 1913 — овдовел, похоронив жену.
- Март 1913 — определён на службу в 16-й гусарский Иркутский полк[16].
- Участник Первой мировой войны. На фронт выступил старшим штаб-офицером 16-го гусарского Иркутского полка.
- Декабрь 1914 — назначен командиром 1-го лейб-драгунского Московского полка[17].
- В боях был ранен и контужен[18], награждён тремя боевыми орденами, в том числе орденом Святого Георгия 4-й степени, и Георгиевским оружием. Супруга генерала П. К. Ренненкампфа Вера Николаевна Эдлер фон Ренненкампф вспоминала:

Помню в Ковно одного раненого, вернее, разбившегося офицера. Это был полковник, впоследствии — генерал Бискупский. Оказалось, что он пострадал, исполняя поручение П. К. Ренненкампфа. Бискупский должен был во что бы то ни стало отвезти одно донесение. Дорога проходила через повреждённый мост — в середине его зиял большой пролёт. Бискупский, как я слышала, отличался находчивостью, удалью, храбростью и был отчаянным человеком. Он всегда шёл на риск и надеялся на своё шальное счастье. Бискупский разогнал автомобиль и благополучно проскочил эту дыру на скорости. Удача окрылила его: исполнив поручение и уже ничего не боясь, он повторил свой опыт, но на этот раз очень неудачно. Автомобиль проскочил дыру и повис, зацепившись за мост передними колёсами, а Бискупский выпал из него, разбился и чудом остался жив. Его подобрали, и он с забинтованной головой лежал в госпитале.

- Июнь 1916 — генерал-майор (старшинство с 24.03.1915; произведен на основании Георгиевского Статута, статьи 49 и 54)[20].
- Январь 1917 — командир 1-й бригады 3-й кавалерийской дивизии[21].
- Май 1917[22]—март 1918 — командир 3-й кавалерийской дивизии.

Генерал П. Н. Врангель впоследствии вспоминал:
«Поставившим на революцию» оказался и бывший мой однополчанин, а в это время начальник 3-й кавалерийской дивизии, генерал Бискупский. Лихой и способный офицер, весьма неглупый и с огромным честолюбием, непреодолимым желанием быть всегда и всюду первым, Бискупский был долгое время в полку «коноводом», пользуясь среди товарищей большим влиянием. Он женился на известной исполнительнице романсов Вяльцевой и долго сумел скрывать этот брак, оставаясь в полку. Такое фальшивое положение всё же продолжаться не могло, и за два года до войны Бискупский полковником ушёл в отставку. Он бросился в дела, основывал какие-то акционерные общества по разработке нефти на Дальнем Востоке, вовлёк в это дело ряд бывших товарищей и, в конце концов, жестоко поплатился вместе с ними. Овдовев, он поступил в Иркутский гусарский полк и, быстро двигаясь по службе, в конце войны командовал уже дивизией. В Петербурге он попал делегатом в Совет солдатских депутатов от одной из армий. Он постоянно выступал с речами, по уполномочию Совета, совместно с несколькими солдатами ездил для переговоров с революционным кронштадтским гарнизоном и мечтал быть выбранным председателем военной секции Совета. Как и следовало ожидать, из этого ничего не вышло. Выбранным оказался какой-то фельдшер, и Бискупский вскоре уехал из Петербурга.

### Служба в Украинской армии
- С 29 апреля 1918 года — на службе в украинской армии гетмана П. П. Скоропадского.
- С 20 июля 1918 года — командир 1-й конной дивизии армии Украинской державы, дислоцированной в районе Одессы.
- Ноябрь 1918 года — объявил о сопротивлении повстанческим отрядам атамана Григорьева (более 1500 бойцов), двигавшимся на Одессу двумя колоннами под флагом Директории Петлюры. При этом Бискупский имел в это время в своем распоряжении несколько десятков гетманских солдат-добровольцев против одной колонны отряда атамана Григорьева и около 100 — против другой. Колонны повстанцев фактически прошли «ряды» войск Бискупского, даже не заметив их присутствия, и подошли (со стороны Бирзулы и Вознесенска) к Одессе 09.12.1918, предъявив ультиматум о сдаче города. 11.12.1918 генерал Бискупский, в присутствии нескольких членов городской думы, подписал соглашение о сдаче города войскам Директории УНР, однако через несколько дней Одессу заняли интервенты Антанты и белогвардейцы генерала Деникина.

### В эмиграции
- Апрель 1919 — в составе штаба генерала Шварца эвакуировался из Одессы в Константинополь, оттуда эмигрировал в Германию.
- Июль-сентябрь 1919 — глава прогерманского «Западно-русского правительства». Добивался передачи под его начало добровольческого корпуса, сформированного в Прибалтике немецким генералом Рюдигером фон дер Гольцем. Занимал открыто монархическую позицию, активно поддерживал претензии Великого Князя Кирилла Владимировича на российский престол.
- 1920 год — женитьба на Любови Николаевне Сомовой (род. 1891), дочери генерал-майора Н.С.Сомова.  В браке родилось трое детей: Василий (1921–2008, США), Виктор (ум. в детстве), Наталья (жила в Мюнхене, ум. после 1990).
- 13-17 марта 1920 — участник неудавшегося путча Каппа-Лютвица.
- Вместе с генералом Людендорфом пытался создать «Контрреволюционную армию» для восстановления монархий в Центральной Европе и России.
- Активно участвовал в деятельности тайной организации крайне-правых Aufbau Vereinigung, созданной прибалтийским немцем Максом Эрвином фон Шойбнер-Рихтером. Был руководителем организации до 9 ноября 1923 года[24].
- Выполнял функции представителя Великого Князя Кирилла Владимировича в Германии, видя в нём Императора Кирилла I, участвовал в деятельности легитимистского воинского союза КИАФ, в церковно-приходской работе. Связей с деятелями «Западно-русского правительства» не прерывал.
- С 1936 года Бискупский был директором «Русского национального управления» (нем. Russische Vertrauensstelle) в Германии (сменив впавшего в немилость германских властей и переехавшего в 1934 году в Париж С. Д. Боткина) и одновременно был доверенным лицом (нем. Vertrauensmann) министерства внутренних дел Германии[25].

#### Сотрудничество с Гитлером
Получив от японского правительства большую сумму денег за принадлежавшие ему земли на Сахалине, Бискупский жил в собственной квартире в центре Мюнхена (Барерштрассе, 75), на которой после провала «пивного путча», по легенде, непродолжительное время скрывался Адольф Гитлер. Не забыв оказанной ему услуги, Гитлер назначил Бискупского руководителем «Бюро русских эмигрантов» в Шарлоттенбурге, находившегося под наблюдением гестапо, а затем, в мае 1936 года, — начальником Управления делами российской эмиграции в Берлине (адрес Бляйбтройштрассе, 27, тел.: 91 11 86).
Сохранились образцы документов служебной переписки Бискупского с разными официальными представителями рейха, в частности, с экспертами по «русскому вопросу» Георгом Лейббрандтом и Арно Шикеданцем. Вместе с тем, в официальных немецких документах того времени отображено подозрение в сотрудничестве Бискупского с представителями СССР через своего представителя в Берлине, якобы советского агента, бывшего полковника лейб-гвардии измайловцев А. Д. Хомутова. Последний, как считалось, в 1920 г. продал нескольким иностранным посольствам секретные отчеты ликвидационных комиссий армии Юденича, а в следующем году по указке Москвы организовал Лигу борьбы с коммунизмом и масонством.
В конце Второй мировой войны Гитлер отправил Бискупского в отставку за несогласие с гитлеровской политикой в отношении русских военнопленных.
Скончался 18 июня 1945 года в занятом американскими войсками Мюнхене.
Похоронен на «Лесном кладбище» Вальдфридгоф.

## Награды
- Орден Святой Анны 4-й степени с надписью «За храбрость» (ВП 18.12.1905)
- Орден Святого Станислава 3-й степени с мечами и бантом (1905[1]; ВП 08.01.1906)
- Орден Святой Анны 3-й степени с мечами и бантом (1905[1]; ВП 16.04.1906, стр. 4)
- Орден Святого Станислава 2-й степени с мечами (1905[1]; ВП 16.04.1906, стр. 10)
- Орден Святой Анны 2-й степени с мечами (1905[1]; ВП 11.06.1906)
- Орден Святого Владимира 4-й степени с мечами и бантом (1905[1]; ВП 17.06.1907)
- Георгиевское оружие (ВП 13.10.1914)  …за то, что 26-го июля в бою под Шмаленинкен, командуя спешенными эскадронами, подавая личный пример, бросился на обходящую немецкую пехоту, повёл, несмотря на сильнейший огонь, эскадрон в атаку и отбросил неприятеля, чем способствовал окончательному успеху.[30]
- Орден Святого Владимира 3-й степени с мечами (ВП 01.04.1915)
- Орден Святого Георгия 4-й степени (ВП 10.06.1915)  …за то, что в бою 18-го октября 1914 года с двумя эскадронами бросился в атаку на противника, наступавшего и угрожавшего взятием гор. Ширвиндта. Будучи под сильным огнём немецкой артиллерии, примером своим увлёк другие конные части, пущенные также на выручку Ширвиндта. Результатом атаки было то, что противник поспешно отошёл, прекратив свои атаки, чем был спасён гарнизон гор. Ширвиндта.[31]
- Орден Святого Станислава 1-й степени с мечами (ВП 27.01.1917)
- Высочайшее благоволение (ВП 06.07.1915; за отличия в делах...)

Медали:
- «В память русско-японской войны» (1906)
- «В память 200-летия Полтавской битвы» (1909)
- «В память 100-летия Отечественной войны 1812 года» (1912)
- «В память 300-летия царствования дома Романовых» (1913)

## Образ в искусстве
- Василий Викторович Бискупский — прототип полковника Одинцова в романе Геннадия Алексеева «Зелёные берега»[32].